# Ouzo 12

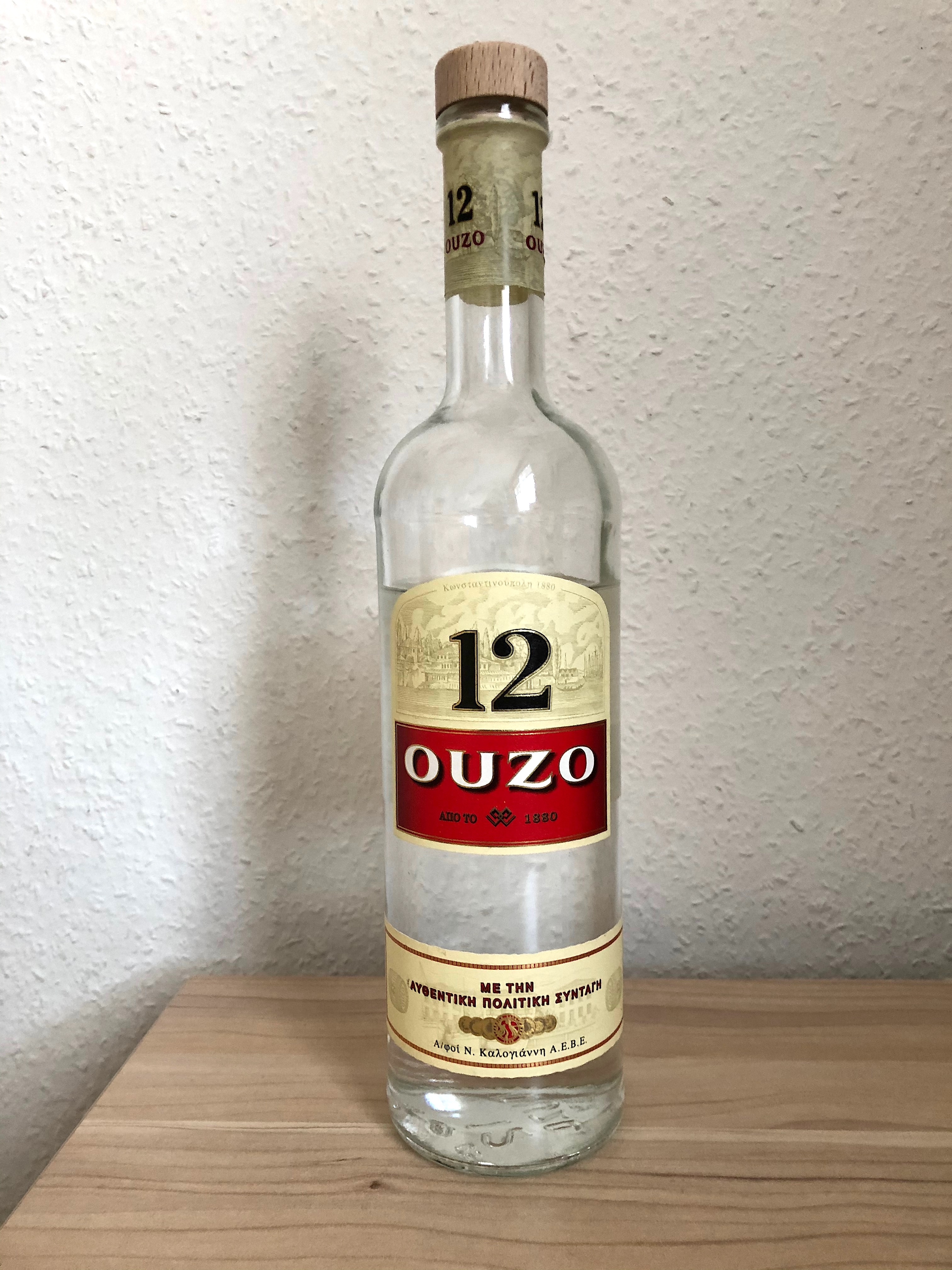
Ouzo 12

Ouzo 12 ist ein Ouzo aus Volos. Er wird  von der Kaloyiannis-Koutsikos Distillers S.A. produziert, diese gehört mittlerweile zur Campari-Gruppe.

## Geschichte
Der Ouzo 12 geht zurück auf eine Taverne, die die Familie Kalogiannis in Konstantinopel betrieb. Ouzo wurde zu jener Zeit aus großen Holzfässern ausgeschenkt, das Fass Nr. 12 war in jenem Betrieb das beliebteste. Die Familie zog 1925 nach Thessaloniki und anschließend 1950 nach Piräus. Das Fass Nr. 12 wurde zum Namensgeber der Destillerie der Familie Kalogiannis. Als eine der ersten verkaufte sie Ouzo in kleinen Flaschen und begründete so die später führende Ouzo-Marke in Griechenland.
Die Marke Ouzo 12 wurde von Metaxa aufgekauft. Als 1989 Metaxa an Distillers & Vintners (IDV) verkauft wurde, behielt die Familie 70 % der Anteile an Kaloyannis Bros SA., dem Produzenten von Ouzo 12. Mittlerweile gehört die Firma der Campari-Gruppe.
Ouzo 12 steht in Konkurrenz zum Ouzo Plomari von der Insel Lesbos.